# Kerr City
Kerr City est une ville fantôme du comté de Marion en Floride aux États-Unis. Elle est située au cœur de la forêt nationale d'Ocala.